# Viggo Waas
Viggo Waas (Amsterdam, 18 april 1962) is een Nederlandse cabaretier, acteur, televisieprogrammamaker, schrijver, zanger en voetbaltrainer.

## Opleiding
Waas ging naar de Academie voor Lichamelijke Opvoeding. Toen hier een lustrum werd gevierd, gaf Waas een optreden samen met Joep van Deudekom en Peter Heerschop, die twee klassen hoger zaten.

## Carrière
Hoewel hij onder het grote publiek voornamelijk bekend is geworden door zijn wekelijkse optredens in het VARA-programma Kopspijkers (sinds 1998, waar hij vaak Johan Cruijff imiteerde), maakte hij sinds 1987 al cabaret met de groep NUHR (Niet Uit Het Raam).
Sinds 1998 speelt hij als medeoprichter mee in De Ploeg.
In de televisieserie Spangen (in het seizoen 2000/2001) was hij te zien als Ron Sterling en ook had hij een rol in de telefilm Ochtendzwemmers (2001). Verder speelde hij in de films Lef (uit 1999) en De Sluikrups (2002). Hij was ook te zien in Dit was het nieuws, TV7 en Vrienden van Van Swieten. Aan dit laatste programma schreef hij zelf mee. In het najaar van 2007 was hij ook te zien in de romantische komedie Alles is Liefde.
Sinds 2008 is hij met zijn eigen band ook actief als zanger.
Sinds 2013 is hij teamcaptain van het televisieprogramma Koning Voetbal op RTL 7.
Daarbij speelde hij ook een kleine rol in een van de afleveringen van Baantjer: De Cock en de moord op de stoep.
Sinds 2014 speelt hij solo in het cabaretprogramma Cruijff en Pipo.
In 2015 werd hij veldtrainer bij de Amsterdamse voetbalclub WV-HEDW.
In 2020 is hij te zien in de film Groeten van Gerri van Frank Lammers. Viggo Waas speelt de rol van Jeroen Nelissen, een collega van Gerri van Vlokhoven.

## Privéleven
In maart 2021 krijgt Waas tijdens het sporten een zwaar herseninfarct. Hierna volgt een revalidatieproces, dat hij samen met beste vriend Peter Heerschop beschrijft in een boek, dat in maart 2023 uitkwam onder de naam Infarct.

## Televisie
- 2002 - Familie van der Ploeg - Berry
- 2005 - Baantjer - Frans van Dam
- 2007-2008 - Najib wordt wakker - Zichzelf
- 2005 - Rozengeur & Wodka Lime - Mike de Ridder
- 2011 - Wat vindt Nederland? - Zichzelf
- 2011 - Mixed Up - Eddy
- 2012 - Mannen van een zekere leeftijd - Zichzelf
- 2013 - Flikken Maastricht- Zedendelinquent -  Will
- 2013 - Volgende Week - Zichzelf
- 2015 - Gouden Bergen[4]
- 2015 - De Hollandse School
- 2018 - Kroongetuige - Zichzelf
- 2019 - Meisje van plezier - Gregor
- 2023 - Kloostergasten - Zichzelf

## Films
| Titel                                       | Rol              | Jaar | Opmerkingen                          |
| ------------------------------------------- | ---------------- | ---- | ------------------------------------ |
| Lef                                         | Oliver / Jules   | 1999 |                                      |
| Ochtendzwemmers                             | Frankie          | 2001 | TV-Film                              |
| De Sluikrups                                | Carlo            | 2002 | Korte tv-film in het kader van Kort! |
| Het Rijexamen                               | Examinator       | 2005 | Korte film                           |
| Alles is Liefde                             | Youri            | 2007 |                                      |
| Het Sinterklaasjournaal - De Meezing Moevie | Schoorsteenveger | 2009 |                                      |
| Richting West                               | Rolf             | 2010 |                                      |
| Onderstroom                                 | Mooie man        | 2011 | Korte film                           |
| No Vacancy                                  | Mr. Tepperberg   | 2012 | Korte film                           |
| Groeten van Gerri                           | Jeroen Nelissen  | 2020 |                                      |

### Bestseller 60
| Boeken met noteringen in de Nederlandse Bestseller 60 | Jaar van verschijnen | Datum van binnenkomst | Hoogste positie | Aantal weken | Opmerkingen                         |
| ----------------------------------------------------- | -------------------- | --------------------- | --------------- | ------------ | ----------------------------------- |
| Infarct                                               | 2023                 | 15-03-2023            | 12              | 3            | in samenwerking met Peter Heerschop |

- Gemeinsame Normdatei: 130743374X
- International Standard Name Identifier: 0000 0003 6892 6507
- MusicBrainz: b6962a23-e742-4ba3-a9f5-82952bba009f
- Nederlandse Thesaurus van Auteursnamen: 202596176
- Virtual International Authority File: 283035713